# TDC'S Women's Challenger
Il TDC'S Women's Challenger è un torneo professionistico di tennis giocato su campi in cemento. Fa parte dell'ITF Women's Circuit. Si gioca annualmente a Fort Walton Beach negli Stati Uniti.

## Albo d'oro

### Singolare
| Anno | Campionessa     | Finalista     | Punteggio     |
| ---- | --------------- | ------------- | ------------- |
| 2012 | Madison Brengle | Tereza Mrdeža | 6–4, 3–6, 6–3 |

### Doppio
| Anno | Campionesse                 | Finaliste              | Punteggio |
| ---- | --------------------------- | ---------------------- | --------- |
| 2012 | Madison Brengle Paula Kania | Elena Bovina Alizé Lim | 6–3, 6–4  |